# Przeczów (województwo świętokrzyskie)
Przeczów – wieś w Polsce położona w województwie świętokrzyskim, w powiecie staszowskim, w gminie Łubnice. Leży przy drodze krajowej nr 79.
| SIMC    | Nazwa      | Rodzaj    |
| ------- | ---------- | --------- |
| 0798759 | Bartne     | część wsi |
| 0798765 | Podlesie   | część wsi |
| 0798771 | Stara Wieś | część wsi |

Wieś w powiecie wiślickim województwa sandomierskiego była w latach 70. XVI wieku własnością kasztelana żarnowskiego Jana Sienieńskiego. Wieś wchodziła w 1662 roku w skład majętności łubnickiej Łukasza Opalińskiego.
W latach 1975–1998 miejscowość położona była w województwie tarnobrzeskim.